# Myth II: Soulblighter

## Stile di gioco
Come nell'originale Myth, il gameplay si differenzia dai comuni RTS rinunciando alla raccolta di risorse, alla costruzione di strutture e al reclutamento di unità, facendo invece iniziare ogni livello con una certa quantità di soldati richiedendo un'attenta gestione degli stessi sul campo di battaglia per evitare di soccombere fin dalla prima scaramuccia.
Il gioco è infatti definito come RTT, Real-Time Tactics.
Se al livello di difficoltà più basso (timido) possono non esserci problemi nell'affrontare le orde nemiche, a quello più alto (leggendario) anche le missioni più facili diventano impegnative, poiché le poche unità disponibili sono molto più deboli delle soverchianti forze nemiche e bisogna impiegare numerosi stratagemmi fra tattiche d'attacco, formazioni, abilità particolari e unità speciali per sopravvivere. Un'altra caratteristica importata dal primo gioco è che le condizioni del tempo e la forma del suolo influenzano profondamente i combattimenti, per cui il vento potrà deviare le frecce, la pioggia spegnere gli esplosivi, la neve rallentare le unità e le colline avvantaggiare chi vi si trova al di sopra (per non parlare delle bottiglie esplosive dei nani che rischiano di ruzzolare giù verso chi le ha lanciate!).
Rispetto all'originale Myth sono stati inoltre apportati diversi miglioramenti all'intelligenza artificiale, che eviterà di scagliare frecce da direttamente dietro le spalle di un soldato (ferendolo) e cercherà di non lanciare bottiglie esplosive se sono presenti degli amici nei paraggi.

## Unità
Le unità vengono distinte in due principali blocchi: quelle della Luce (Light Units), corrispondenti grossomodo ai popoli civilizzati che il giocatore controlla nella campagna contro i Fallen Lords, e quelle dell'Oscurità (Dark Units), che sono costituite da non-morti di diversa natura e anche mostri. 

### Luce
- Guerriero (warrior) - i guerrieri sono la fanteria umana di base, dotati di spada lunga, armatura resistente e robusti scudi con cui possono bloccare i colpi nemici. Dopo la fine della grande guerra, re Alric istituì un programma militare avanzato per evitare che gli eserciti occidentali venissero colti nuovamente alla sprovvista.
- Arciere (archer) - dopo la fine della guerra, gli abili arcieri della razza dei Fir'Bolg sono tornati nella foresta natale, l'Ermine, mantenendo una fragile tregua con gli umani. Questi comunque hanno formato le proprie truppe di arcieri per sopperire a ciò.

Durante il gioco si rivelano un'unità preziosa poiché possono indebolire i nemici in avvicinamento scagliando le loro frecce, e possono eliminare da distanza di sicurezza quelli troppo pericolosi da affrontare in un combattimento ravvicinato.
In Myth II sono state inoltre aggiunte le frecce incendiarie, di importanza tattica notevole per i danni che arrecano su di una vasta area e per la loro capacità di detonare cariche esplosive da distanza di sicurezza.
- Nano (dwarf) - i piccoli nani combattono lanciando delle bottiglie esplosive, praticamente delle Molotov, e all'occorrenza possono depositare delle cariche esplosive e detonarle quando i nemici vi passano sopra. Si tratta quindi di un'unità molto preziosa da un punto di vista tattico, poiché può decimare le unità nemiche in avvicinamento prima che i guerrieri si gettino nella mischia. I nani sono tuttavia deboli e indifesi nel corpo a corpo.
- Viaggiatore (journeyman) - un tempo fieri guerrieri dell'Ordine di guerrieri dell'Airone, la guardia personale dell'imperatore di Cath Bruig, dopo che Balor distrusse la capitale Muirthemne fecero voto di penitenza abbandonando le armi e le armature e disperdendosi come eremiti e curatori. In quanto tali portano con sé sette radici di mandragora, con cui possono curare i soldati feriti sul campo di battaglia o deperire i nemici non-morti. Sono protetti solamente da una folta pelliccia (che li rende immuni dagli attacchi paralizzanti) e possono combattere con una vanga non molto efficace. Sembra inoltre che le loro capacità consentano loro di vivere molto più a lungo del normale.
- Berserk - questi imponenti barbari del nord amano combattere a pelle nuda in modo da esibire le loro cicatrici, motivo d'onore, e le loro pitture di guerra; brandiscono giganteschi spadoni (Claymore). La loro velocità e robustezza, nonostante la mancanza di un'armatura, li rendono combattenti molto più efficaci dei guerrieri.

(in costruzione)

### Oscurità
- Sgherro (thrall) - questi cadaveri rianimati marciano lentamente brandendo una grossa ascia capace di arrecare una discreta quantità di danni. A causa della loro scarsa destrezza e dell'assenza di protezione sono molto più vulnerabili di un guerriero umano, sebbene siano all'incirca equivalenti come danni. Possono passare sott'acqua dato che non respirano.
- Senzanima (soulless) - scheletri spettrali sprovvisti degli arti inferiori che fluttuano nell'aria avvolti da brandelli di veste polvorosa. Lanciano dei giavellotti a lunga distanza e sono praticamente l'equivalente nemico degli arcieri. Una fila di loro può arrecare gravi danni ad un drappello fermo che non reagisce. Possono passare sull'acqua e sulla quasi totalità dei dislivelli del terreno.
- Ghol - razza malefica e mostruosa, simile a scimmie antropomorfe dal muso allungato, le braccia lunghe che strisciano al suolo e la schiena sempre inclinata. Sono esploratori, disturbatori e assaltatori improvvisi, poiché la loro scarsa costituzione fisica li rende poco resistenti. Sono quindi una minaccia per gli arcieri nelle retroguardie, se lasciati sprotetti e sguarniti, ed in più possono raccogliere oggetti dal terreno (comprese cariche inesplose) per lanciarle contro i loro avversari. Odiano profondamente i nani e durante la grande guerra ne occuparono le principali città ad est, Stoneheim e Myrgard, trascinandovi lì il loro gigantesco idolo di pietra che adorano come loro dio oscuro che venne però in seguito distrutto da un eroe nanico, Balin.
- Presenza (wight) - lenti cadaveri putrescenti rigonfiati dal gas venutosi a formare dai processi di decomposizione che si attuano nel loro corpo. Il loro attacco consiste in uno stiletto che si conficcano nel ventre per generare una violenta esplosione, ancor più dannosa se si considera che i suoi brandelli di carne purulenti sparsi al suolo possono paralizzare i nemici per un breve periodo. Possono nascondersi nell'acqua dato che non respirano, e questo li rende pericolosi nelle imboscate. Data la loro lentezza sono molto vulnerabili alle armi da tiro.
- Spettro (fetch) - potenti sacerdotesse spiritiche di un'altra dimensione portate in questa da Balor, servono ora Soulblighter nella speranza di poter ottenere la concessione di tornare nel loro mondo natale. Amano ricoprirsi delle pelli degli avversari sconfitti e il loro attacco consiste in un potente fulmine che scagliano dalle dita. Sono quindi avversari pericolosi, rinomati per la loro capacità di decimare in poco tempo intere schiere di guerrieri veterani, ma che non possono difendersi a distanza ravvicinata in cui sono molto vulnerabili. Sono vulnerabili anche alla lunga distanza, dato che le loro saette non raggiungono la gittata della freccia scagliata da un arciere.

### Non allineati e altre unità
- Contadino - i paesani che abitano le campagne nei pressi delle grandi città del nord sono villici inermi e che cadono facilmente sotto i colpi dei nemici. Alcuni, per paura, possono essere tentati di passare dalla parte dell'Oscurità rivelando informazioni in cambio di una sperata grazia.
- Ragni giganti - si dice che nelle profondità delle caverne abitino ragni le cui dimensioni raggiungono livelli spropositati, da quelle di un gatto fino a quelle di un piccolo orso. Tali insidiose creature, se mai dovessero incontrarli, attaccherebbero comunque anche le creature dell'Oscurità, non essendo allineate (cioè non essendo quindi controllate da Balor).

## Bug
Le prime versioni di Myth II avevano un bug insidioso nel programma di disinstallazione, che cancellava direttamente tutto il contenuto della directory in cui era stato installato il gioco. Ciò significa che se invece di essere stato installato in, per esempio, C:\Giochi\Myth II, il gioco lo fosse stato direttamente su C:\ e non in altre cartelle, tutto il contenuto dell'hard-disk sarebbe stato cancellato. I programmatori, scoperto il bug troppo tardi per evitare la stampa del gioco, sostituirono le copie difettose aprendo le scatole direttamente in fabbrica, e inviarono un cd corretto via posta a coloro che avevano già acquistato il gioco. Si dice che il costo di questa operazione annullò quasi tutti i ricavi delle vendite di Myth II.

## Versione italiana del gioco

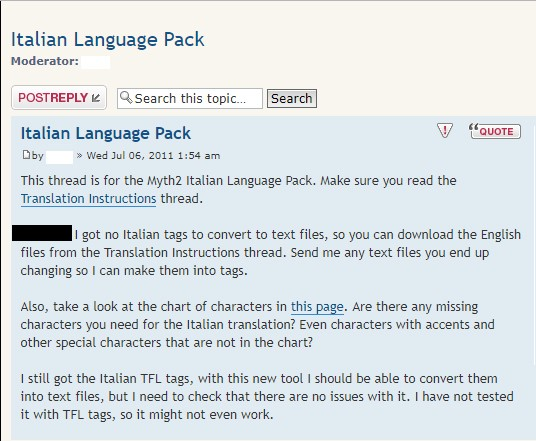
Screenshot del progetto di traduzione italiana del gioco da forum di [http://tain.totalcodex.net/ The Tain

Il gioco venne distribuito incredibilmente non localizzato in italiano, anche se il packaging e la copertina del CD di gioco riportavano la dicitura "Italiano"; anni fa un gruppo di fan ha deciso di sviluppare una traduzione italiana del gioco.
La traduzione risulta in beta-phase, ed è ancora possibile collaborare alla realizzazione di questo progetto, registrandosi al fansite ed accedendo al Forum.

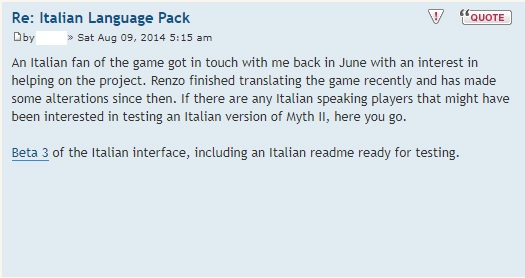
Screenshot del forum riguardante la beta-phase della traduzione allo stato attuale.